# Мантейфель, Александр Петрович
Александр Петрович Мантейфель (нем. Alexander Zoege von Manteuffel; 1835—1899) — русский переводчик и журналист.
Люблю я цветок, но не знаю который,

Хожу и грущу.

К цветным лепесткам обращаю я взоры,

Но — сердце ищу.

Цветы аромат льют в вечернем сияньи,

Поют соловьи…

И сердце ищу я во всяком созданьи

С избытком любви.

Поёт соловей, и душой моей чуткой

Я понял его.

Обоим нам стало так грустно и жутко…

Скажи, отчего?

## Биография
Выходец из остзейского немецкого баронского рода Цёге фон Мантейфелей (представители которого обычно писали свою фамилию просто как Мантейфель). Родился в 1835 году.
Окончил историко-филологический факультет Московского университета, после чего служил в московском архиве министерства иностранных дел. В эпоху Великих реформ Александра II 30 лет служил мировым судьёй и губернским гласным Серпуховского уезда. Способствовал развитию народного просвещения, основал в уезде много народных школ. Владел поместьем Вихрово того же уезда.
На протяжении многих лет сотрудничал с рядом петербургских и московских изданий. Публиковал литературные и музыкальные рецензии, обзоры иностранной литературы, «корреспонденцию» (местные новости из Серпуховского уезда) в журнале «Отечественные записки», а также в «Московских…», «Санкт-Петербургских…» и «Русских ведомостях»
В 1860 году издал в Москве отдельной книгой свой сборник переводов Генриха Гейне, включавший 57 стихотворений. Этот сборник был подвергнут критике поэтом-современником М. Л. Михайловым.
Был также известен, как одарённый пианист-любитель. В целом, Мантейфель представлял собою тип просвещённого землевладельца пореформенной России, увлекавшегося музыкой и поэзией, стремившегося справедливо решать дела крестьян в мировом суде и финансировавшего в своём уезде крестьянские школы.
Александр Петрович Мантейфель является родоначальником «научной» ветви рода Мантейфелей, после революции оставшейся в России. Он — отец зоолога и натуралиста Петра Мантейфеля (1882—1960), дед гидробиолога Бориса Мантейфеля (1907—1989), прадед биолога Юрия Мантейфеля (1933—2016).
Умер 28 октября (9 ноября) 1899 года. Похоронен в селе Капустино в Серпуховском уезде Московской губернии.